# C-141 Starlifter

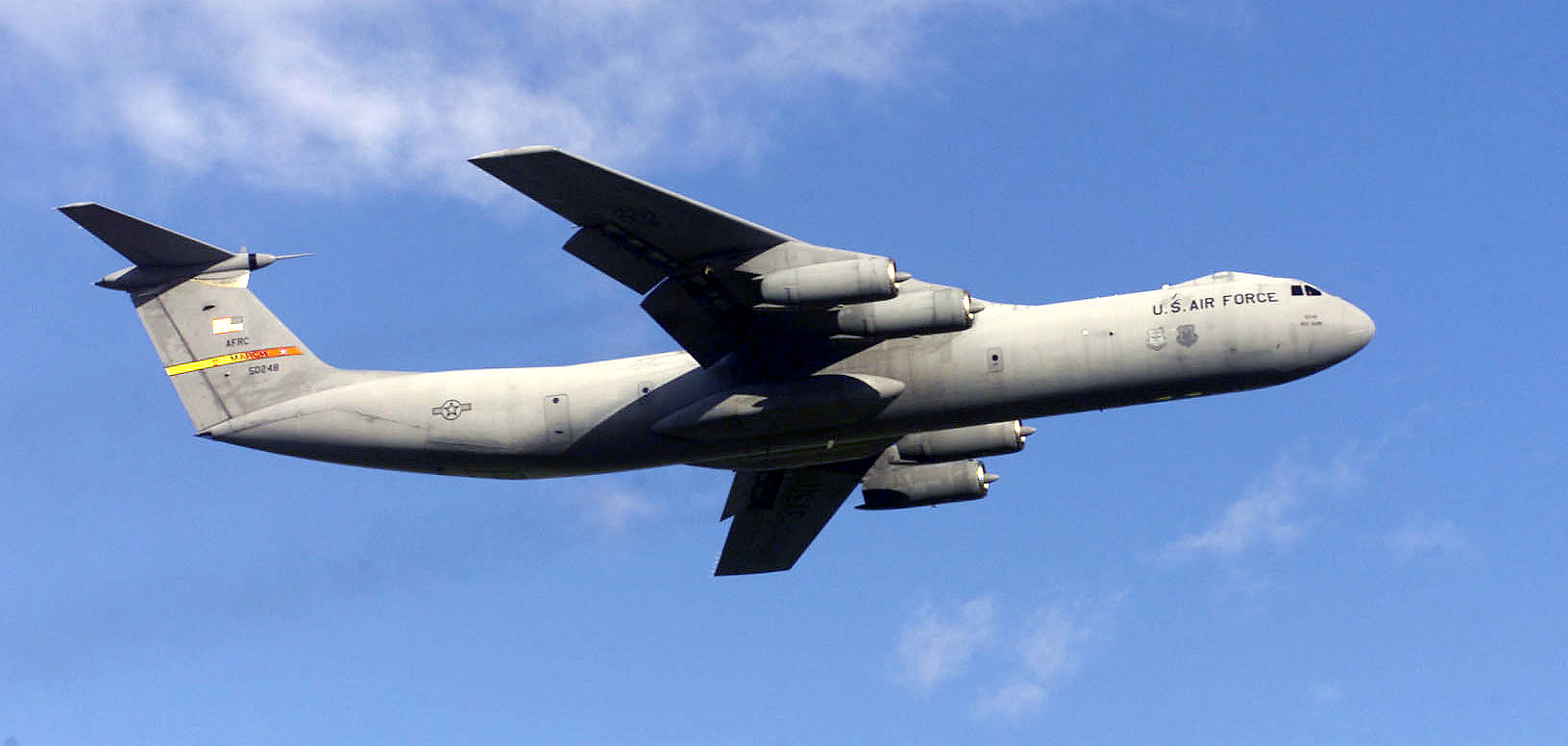
C-141 Starlifter

Lockheed C-141 Starlifter este un avion de transport strategic greu utilizat de Statele Unite din 1965 până în 2006.